# PRSS57
PRSS57 (англ. Protease, serine 57) – білок, який кодується однойменним геном, розташованим у людей на короткому плечі 19-ї хромосоми. Довжина поліпептидного ланцюга білка становить 283 амінокислот, а молекулярна маса — 30 334.
| 10         |  | 20         |  | 30         |  | 40         |  | 50         |
| ---------- |  | ---------- |  | ---------- |  | ---------- |  | ---------- |
| MGLGLRGWGR |  | PLLTVATALM |  | LPVKPPAGSW |  | GAQIIGGHEV |  | TPHSRPYMAS |
| VRFGGQHHCG |  | GFLLRARWVV |  | SAAHCFSHRD |  | LRTGLVVLGA |  | HVLSTAEPTQ |
| QVFGIDALTT |  | HPDYHPMTHA |  | NDICLLRLNG |  | SAVLGPAVGL |  | LRPPGRRARP |
| PTAGTRCRVA |  | GWGFVSDFEE |  | LPPGLMEAKV |  | RVLDPDVCNS |  | SWKGHLTLTM |
| LCTRSGDSHR |  | RGFCSADSGG |  | PLVCRNRAHG |  | LVSFSGLWCG |  | DPKTPDVYTQ |
| VSAFVAWIWD |  | VVRRSSPQPG |  | PLPGTTRPPG |  | EAA        |  |            |

A: Аланін

C: Цистеїн

D: Аспарагінова кислота

E: Глутамінова кислота

F: Фенілаланін

G: Гліцин

H: Гістидин

I: Ізолейцин

K: Лізин

L: Лейцин

M: Метіонін

N: Аспарагін

P: Пролін

Q: Глутамін

R: Аргінін

S: Серин

T: Треонін

V: Валін

W: Триптофан

Кодований геном білок за функціями належить до гідролаз, протеаз, серинових протеаз. 
Білок має сайт для зв'язування з молекулою гепарину. 
Секретований назовні.